# Lavazza
Luigi Lavazza S.p.A. (Лавацца, Лаваза) — итальянская компания-производитель кофе, основанная Луиджи Лавацца в 1895 году.

## История
Основателем компании является Луиджи Лавацца, переехавший в Турин из Муризенго, выкупивший "Paissa & Olivero" — небольшое предприятие в центре Турина. Эта бакалея, прародитель будущей компании, начала свою деятельность 24 марта 1894 г., однако в качестве года основания Lavazza обычно указывается 1895 г.
В 1910 году бакалея Lavazza, испытывая нужду в большем помещении, переезжает на улицу Сан Томмазо 10, где открывает собственные бар и ресторан семьи Лавацца.
Обходя трудности Первой Мировой Войны, Луиджи Лавацца, его жена Эмилия и дети Марио, Перикле и Джузеппе выстраивают компанию, которая в 1927 г. становится акционерным обществом с капиталом в 1.500.000 лир. В результате стремительного роста, компания перемещается сначала на Корсо Понте Моска (в настоящее время Корсо Джулио Чезаре) и затем на новое место — Корсо Новара 59, решением Марио Лавацца, уже сменившим своего отца Луиджи в управлении компанией. В эти годы Lavazza проводит рекламную кампанию, выпуская коллекционные карточки, изображающие различные события, связанные с кофе, а так же исторические факты, как итальянские так и международные. Карточки Lavazza становятся объектами коллекционирования как марки или монеты. В последующие годы по желанию Марио Лавацца начинается рекламное сотрудничество с рекламной студией Армандо Теста. В 2018 г. происходит последний переезд офиса компании в собственный офис Nuvola Lavazza (облако Лавацца), спроектированный Чино Дзукки и построенный в квартале Борго Аурора.
В 2016 г. Lavazza являлась официальным партнёром шахматной олимпиады в Баку.
В 2016 г. Lavazza приобретает французский кофейный бренд Carte Noire у группы Jacobs Douwe Egberts. В 2017 г., следуя стратегии укрепления на мировом кофейном рынке, приобретает Kicking Horse Coffee в Канаде, ESP (Espresso Service Proximité) во Франции и итальянскую Nims. В июле 2018 г. приобретает Blue Pod Coffee в Австралии и в октябре американскую Mars Drinks.

## Кофе
Lavazza импортирует кофе со всего мира. География поставок включает все регионы выращивания кофейного дерева: Южную Америку (Бразилию и Колумбию), Центральную Америку (Гватемалу, Коста-Рику, Гондурас), Африку (Уганду), Азию (Индонезию и Вьетнам), Северную Америку (США и Мексику). Насущная производственная необходимость подтолкнула компанию к решению запустить проект Tierra[когда?] — программу развития сельского хозяйства в Гондурасе, Колумбии и Перу. Она направлена на улучшение качества кофе, условий труда работников и качества окружающей среды в этих странах.
Согласно результатам маркетинговых исследований, 80 % итальянских семей-потребителей кофе выбирают Lavazza[когда?]. Поэтому слоган компании — «Любимый кофе Италии». Сегодня[когда?] Lavazza предлагает десятки разновидностей натурального кофе — разной степени обжарки, различным образом купажированного, молотого и в зернах.

## Торговля
Помимо собственных продаж, компания работает с мировыми розничными сетями, такими, как Starbucks или Caribou Coffee. Магазины Lavazza предлагают цельные зерна и молотый кофе для бытового применения. Линия кофейных капсул для кофемашин включает широкий ассортимент кофе, как для домашней кухни, так и для кафе, ресторанов или офисов.

## Компания
Lavazza имеет четыре производственных предприятия в Италии и семь филиалов в Европе и Америке (Франция, Германия, Испания, Великобритания, Португалия, Австрия, США). Продукты Lavazza продаются в 80 странах мира. В 2008 году компания вышла на индийский рынок благодаря покупке контрольного пакета акций группы Sterling Infotech group, которой принадлежит сеть кофеен The Barista Coffee и торговая сеть Fresh and Honest. В 2010 году товарооборот компании оценивался в 1,1 млрд евро.

## Календарь
С 1991 года в рамках продвижения бренда Lavazza выпускает ежегодный календарь, темой которого служит художественная фотография моды от ведущих мировых фотографов. Календарь 2010 года был создан Марком Селиджером, на одной из фотографий позирует актриса Оливия Уайлд.
В 2012 году было решено напечатать специальный выпуск календаря, посвященный его 20-летнему юбилею. Двенадцать фотографов, которые работали с Lavazza в течение этих лет, были приглашены, чтобы снять автопортреты и выбрать одну из своих предыдущих работ для юбилейного издания под названием The Lavazzers. Компания Lavazza также разработала бесплатное приложение Lavazza Calendar для пользователей iPhone[когда?].